# ژان-پاول روستاینی
ژان-پاول روستاینی (به فرانسوی: Jean-Paul Rostagni) بازیکن فوتبال و دروازه‌بان اهل فرانسه است که از سال ۱۹۶۹ تا ۱۹۷۳ میلادی عضو تیم ملی فوتبال فرانسه بوده‌است. وی در ۲۵ بازی ملی حضور داشته‌است و در بازی‌های ملی‌اش گلی به ثمر نرساند.